# Daniel Palladino
Daniel Palladino amerikai televíziós producer, forgatókönyvíró, rendező.

## Életútja
1989-ben kezdődött a karrierje a Who's the Boss? című sitcommal, amelyben Tony Danza, Judith Light és Alyssa Milano is szerepeltek. A David Keith által készített Flesh ‘n’ Blood című sorozat producereként dolgozott, és a Cheers című sitcom egyik epizódjának írója volt. A Who's the Boss? brit verziójának, a The Upper Handnek az írója volt.
Az 1990-es években két évet töltött a Roseanne című vígjátéksorozat stábjában, íróként és producerként.
2000-ben kezdett el dolgozni a Szívek szállodája sorozaton feleségével, Amy Sherman-Palladinóval. A sorozat pozitív kritikákat kapott; a Time magazin a "valaha volt 100 legjobb tévéműsor" listájára is beválogatta. A The Return of Jezebel James és Bunheads című sorozatok producere is volt.
A Family Guy első két évadának is a producereként tevékenykedett, majd 2012-2013 környékén visszatért a sorozathoz.
2016-ban a Szívek szállodája új verzióján dolgozott, amely a Szívek szállodája – Egy év az életünkből címet kapta. A műsor producereként, írójaként és rendezőjeként szolgált, feleségével, Amy Sherman-Palladinóval együtt.
Palladino ezután A káprázatos Mrs. Maisel című sorozat pilot epizódjának producere volt. A műsor húsz Emmy-díjat nyert. Jelenleg a sorozat negyedik évadának írója, rendezője és producere.